# Белокуриха
Белоку́риха — город в Алтайском крае России. Образует городской округ город Белокуриха. Город-курорт федерального значения.

## Этимология
Возник в XIX веке как село на реке Белокуриха. Гидроним образован из белая курья с использованием распространённого на Средней Оби суффикса -иха; «курья» — «речной залив, заводь, узкий проток реки».

## Физико-географическая характеристика
Географическое положение
Расположен в юго-восточной части Алтайского края в долине реки Белокурихи, на высоте 240—250 метров над уровнем моря у подножия горы Церковки. Находится в предгорьях Алтая, на месте выхода термальных радоновых вод.
Площадь территории — 92,3 км².
Климат
Климат характеризуется высокой для Сибири среднегодовой температурой воздуха и преимущественно безветренной погодой, отсутствием больших перепадов атмосферного давления. В целом, он несколько мягче, чем в прилегающей Бийской равнине. По количеству солнечных дней в году (260) Белокуриха сопоставима с курортами Крыма и Кавказа. Осадки до 800 мм, главным образом, летом.
Весна сравнительно ранняя и тёплая, продолжается с конца марта — начала апреля до конца мая — начала июня. Летом на большей территории господствует ясная устойчивая нежаркая погода, а годовая продолжительность солнечного сияния составляет 1900—2000 часов. Средние температуры июля +10 °C…+30 °C. Для летних месяцев характерно пониженное атмосферное давление (около 733 мм рт. ст.), по сравнению с зимними и весенними месяцами (743…748 мм рт. ст.). Осень тёплая с небольшим количеством осадков, продолжается с конца августа — начала сентября до конца октября. Снежный покров устанавливается в ноябре. Для зимы характерна сухая, почти безветренная погода с большим количеством ясных солнечных дней. Средняя температура зимой — −12,9 °C, иногда случаются более сильные морозы.
| Показатель | Янв.  | Фев.  | Март  | Апр.  | Май  | Июнь | Июль | Авг. | Сен. | Окт. | Нояб. | Дек.  | Год   |
| --- | ----- | ----- | ----- | ----- | ---- | ---- | ---- | ---- | ---- | ---- | ----- | ----- | ----- |
| Абсолютный максимум, °C | 8,2   | 8,7   | 18,9  | 30,6  | 31,2 | 33,6 | 38,1 | 36,2 | 34,2 | 28,8 | 17,6  | 10,4  | 38,1  |
| Средний суточный максимум, °C | −8,5  | −7,2  | 0,0   | 10,5  | 19,8 | 25,2 | 26,8 | 24,1 | 18,6 | 8,7  | −1,4  | −7,6  | 9,4   |
| Средняя температура, °C | −13,5 | −13   | −5,8  | 4,5   | 12,9 | 18,5 | 20,3 | 17,6 | 12,1 | 3,8  | −5,7  | −12,2 | 3,3   |
| Средний суточный минимум, °C | −18,5 | −18,8 | −11,5 | −1,4  | 6,0  | 11,8 | 13,9 | 11,2 | 5,7  | −1,1 | −10   | −16,8 | −1,8  |
| Абсолютный минимум, °C | −35   | −35,2 | −22,7 | −12,9 | −4,2 | 0,5  | 5,4  | 1,9  | −1,9 | −16  | −30,9 | −36,5 | −36,5 |
| Норма осадков, мм | 22    | 22    | 21    | 33    | 56   | 56   | 67   | 62   | 46   | 49   | 36    | 29    | 499   |
| Источник: Средние температуры и осадки. ru.climate-data.org. Дата обращения: 28 октября 2020. Архивировано 3 декабря 2021 года., Абсолютные минимумы и максимумы за 2010-2018 гг. pogodaiklimat.ru. Дата обращения: 28 октября 2020. |       |       |       |       |      |      |      |      |      |      |       |       |       |

Растительный мир
Южная часть города-курорта окаймляется отрогами Чергинского хребта, который покрыт хвойной растительностью и кустарниками: рябина, черёмуха, маральник. В окрестностях города широко распространены акклиматизированные растения, нехарактерные для юга Западной Сибири, такие как дуб и маньчжурский орех.

## История
Село Новая Белокуриха основано в 1846 году.
Дата рождения курорта 7 июля 1867 года. Статский советник С. И. Гуляев, проживающий в Барнауле, получил от местных жителей известие о лечебных свойствах воды в 1866 году. В сентябре этого же года он прибывает в село. Обследовав источник и убедившись в его лечебных свойствах, С. И. Гуляев возвращается летом 1867 года. На его средства и по его чертежам закладывается первая курортная постройка "Купель". С 1903 года термальные источники передаются во владение главному управлению Алтайского округа. В течение года строятся: новый ванный барак на 18 мест, столовая, солярий, пешеходный мост через речку Белокуриху.
В 1920-х годах на месте деревни Новобелокуриха был основан курортный посёлок. Здесь были построены контора, столовая, амбулатория и солярий, а в 1928 году сооружена водолечебница на 24 ванны и поликлиника, в 1931—1934 годах возведены деревянные спальные корпуса. Здесь отдыхали руководители советского государства и их жёны, жил русский писатель К. Г. Паустовский.
В 1942 году в Белокуриху был эвакуирован всесоюзный пионерский лагерь «Артек».
Становление крупнейшего на востоке страны курорта стало возможным благодаря советскому государственному деятелю Ефиму Павловичу Славскому. Именно он стоял у истоков создания города-курорта Белокуриха, который сегодня широко известен не только в России, но и далеко за её пределами.
22 июля 1957 года решением Алтайского краевого исполнительного комитета село Новая Белокуриха было преобразовано в рабочий посёлок курортного типа Белокуриха.
С 1960-х годов построено большинство санаториев, в которых сейчас лечатся и отдыхают гости курорта. Первым в 1961 году был сдан в эксплуатацию санаторий «Металлург», ныне «Эдем».
В 1970 году посёлок получает статус курорта всесоюзного значения.
8 января 1982 года Указом Президиума Верховного Совета РСФСР № 79 посёлок Белокуриха преобразован в город Белокуриха районного, а с 1989 года — краевого подчинения. В этом же году курорт получает статус бальнеологический курорт союзного значения РСФСР.
31 октября 1999 года постановлением Правительства №1204 от присвоен статус «Курорт федерального значения».
В 2003 и 2016 годах Белокуриху посещал президент России В. В. Путин.

## Транспорт
Ближайшие города: Бийск (65 км), Горно-Алтайск (115 км), Барнаул (236 км). Город связан автобусным сообщением с Барнаулом, Бийском, Горно-Алтайском, Кемеровом, Новокузнецком, Междуреченском, Новосибирском и Томском. Ближайший крупный аэропорт расположен в Горно-Алтайске, а железнодорожный вокзал — в Бийске.

## Население

### Численность
| 1959    | 1970    | 1979    | 1989    | 1996    | 1997    | 1998    | 1999    | 2000    |
| ------- | ------- | ------- | ------- | ------- | ------- | ------- | ------- | ------- |
| 4926    | ↗7060   | ↗9233   | ↗14 435 | ↘14 000 | ↗14 200 | ↗14 301 | ↗14 400 | ↗14 600 |
| 2001    | 2002    | 2003    | 2004    | 2005    | 2006    | 2007    | 2008    | 2009    |
| →14 600 | ↘14 533 | ↗14 543 | ↗14 654 | ↗14 726 | ↗14 727 | ↘14 609 | ↘14 526 | ↗14 535 |
| 2010    | 2011    | 2012    | 2013    | 2014    | 2015    | 2016    | 2017    | 2018    |
| ↗14 661 | ↘14 627 | ↘14 406 | ↘14 344 | ↗14 526 | ↗14 877 | ↗15 072 | ↗15 264 | ↘15 179 |
| 2019    | 2020    | 2021    |         |         |         |         |         |         |
| ↘15 160 | ↗15 192 | ↘14 735 |         |         |         |         |         |         |

На 1 января 2025 года по численности населения город находился на 772-м месте из 1124 городов Российской Федерации.
Согласно переписи населения 2020-2021 в городе Белокуриха на 1 октября 2021 года проживало 14735 человек.

### Национальный состав[23]
| национальность | мужчин | женщин | всего  | %    |
| -------------- | ------ | ------ | ------ | ---- |
| русские        | 6100   | 7520   | 13 620 | 93,7 |
| немцы          | 113    | 120    | 233    | 1,6  |
| украинцы       | 105    | 85     | 191    | 1,31 |
| армяне         | 42     | 30     | 72     | 0,49 |
| таджики        | 30     | 19     | 49     | 0,34 |
| татары         | 23     | 26     | 49     | 0,34 |
| азербайджанцы  | 37     | 9      | 46     | 0,32 |
| узбеки         | 19     | 15     | 34     | 0,23 |
| итого:         | 6618   | 7914   | 14 532 | 100  |

## Образование
В систему просвещения города входят 2 общеобразовательные школы. Имеется школа искусств с двумя отделениями - музыкальное и художественное.
Дошкольное образование Белокурихи представлено более 3 детскими садами.
Первое упоминание о школе в Белокурихе относится к 1910 году, как «школа грамоты Ново-Белокурихинская».
В Белокурихе находится филиал Алтайской академии гостеприимства и филиал Алтайского государственного университета, обучающий по программам среднего профессионального и высшего образования.

## Курорт
В настоящее время курортная зона Белокурихи способна принять единовременно свыше 5 тысяч отдыхающих. В городе действуют 19 санаторно-курортных и санаторно-оздоровительных учреждений на 5000 мест, бальнеотерапия включает 27 видов процедур на минеральной и пресной воде. Число санаториев, здравниц, гостиниц, небольших пансионатов на особо охраняемой природной территории неуклонно растёт. В 2006 году были сданы под ключ несколько зданий общественного назначения общей площадью 22 952,4 м² суммарной стоимостью 239,6 млн руб. Строительство ведётся за счёт частных инвесторов.
В 2015 году Белокуриху посетило 219 тысяч туристов, в том числе в санаториях отдохнуло свыше 130 тысяч человек.

### Лечебные факторы
Климатолечение
Характеризуется сравнительно высокой для Сибири среднегодовой температурой воздуха (+3 °C). Мягкая зима, нежаркое лето, тёплая погода весенних и осенних месяцев, преимущественно безветренная, кратковременные заморозки зимой, сменяющиеся частыми оттепелями и постоянство барометрического давления.
Горный воздух
Лёгкие аэроионы — главный лечебный компонент горного воздуха. В Белокурихе содержание лёгких аэроионов от 1014 до 2400, что вдвое превышает их содержание на всемирно известном швейцарском курорте Давосе (1006). Повышенная ионизация воздуха особенно отмечена на прилегающих возвышенностях — террасах.
Термальные воды
Белокурихинские источники являются термальными азотно-кремнистыми радоносодержащими водами, или азотными термами. Они выходят на поверхность с температурой 30 °C и 42 °C. В них содержится небольшое количество радона, много азота, фтора и кремниевой кислоты, а также различные микроэлементы. Вода щелочная, минеральная. Также используются лечебные грязи с солёных озёр Алтайского края.
Горнолыжный спорт
На начало 2010 года на территории курорта было оборудовано три основных горнолыжных склона: «Катунь» — центральный склон курорта длиной 800 метров, «Северный» длиной 650 метров и «Церковка» длиной 2050 метров.

### «Сибирский Давос»
В настоящее время Белокуриха приобретает славу не только как бальнеологический курорт, но и как место проведения крупных мероприятий: международного форума ЮНЕСКО и Фонда дикой природы под девизом «Природа, экология, человек», а также ежегодной международной экономической конференции «Западная Сибирь: регион, экономика, инвестиции».

### НИИ курортологии
В феврале 2016 года в Белокурихе создан Алтайский научно-исследовательский институт курортологии. В учреждении планируют изучать природные лечебные факторы региона и разрабатывать на их основе методы и способы лечения, а также составлять программы развития санаторно-курортного комплекса региона, курортов «Белокуриха» и «Белокуриха-2». НИИ входит в состав Сибирского федерального научно-клинического центра. Штат укомплектован из 40 специалистов из Томска, Барнаула и Белокурихи.

### Белокуриха-2
Строящийся туристско-рекреационный кластер «Белокуриха-2» располагается в 10 километрах от города Белокурихи, к объекту ведёт красивый, построенный в 2015 году серпантин. Комплекс Белокуриха-2 будет включать развитую лечебную базу туристскую инфраструктуру, интересную планировку, а также семь горнолыжных трасс. Новый кластер позволит разместить растущее число туристов (среднегодовая загрузка санаториев города-курорта Белокуриха составляет свыше 85 %).
По состоянию на март 2015 года, в строительство кластера вложено 3,1 млрд рублей из 10 запланированных.
В 2017 году планировалось подготовить инженерную инфраструктуру: ввести в строй линию электропередач, провести газопровод и водопровод, а также систему водоотведения.
В 2018 году новый туристический комплекс Белокуриха-2 принимает гостей.
Историко-архитектурный комплекс «Андреевская слобода» работает с 2017 года. Винокурня, дом знахарки и бывший жилой дом купца Андреева отреставрированы и открыты для посещений. Трактир «Гоголь» предлагает обширное меню с национальным колоритом в виде расстегаев, солёного сала, сбитня, зелёных щей и других блюд, открыта комната-музей писателя, которую воссоздали по известным изображениям.
Мишина гора предлагает самый высокий на Алтае горнолыжный комплекс с современным набором комфортабельных услуг, техническим оснащением и уровнем безопасности. Протяжённость горнолыжной трассы 980 метров.
Известные туристические маршруты Белокурихи: Церковка, Круглая, Скала признаний, Два брата, Черепаха, Врата любви и другие. «Скала Четыре брата» располагаются на 3,5 км южнее г. Белокуриха. Памятник занимает площадь порядка 36,7 га и включает в себя останец «Четыре брата» и другие мелкие останцы в радиусе 250 метров. Вертикальное расчленение гранитной скалы напоминает четыре головы, что и послужило основанием для названия. Высота гранитной глыбы — около 12 метров.
Весь хребет, на котором расположены останцы, покрыт березово-сосновым лесом, в котором растёт около 60 видов растений, часть из них занесена в Красную книгу. Часть защищенного леса вырубили для расчистки горнолыжной трассы кластера Белокуриха-2, из-за чего в октябре 2020 года было возбуждено уголовное дело против руководителя управления лесного хозяйства Алтайского края — Владимира Черных.
Всего за год в регион приезжает до 14 млн туристов, он вошёл в тройку лидеров российского оздоровительного туризма по итогам 2017 года (аналитическое агентство «ТурСтат»).

## Галерея
- Белокуриха. Вид на город с горы Церковки
- Белокуриха. Вид на город, частный сектор
- Белокуриха. Вид на город
- Змеиный колодец
- Река Белокуриха
- Белокуриха. Памятник В.И. Ленину